# تپه مشتری
تپه مشتری مربوط به دوره ساسانیان - دوران‌های تاریخی پس از اسلام است و در شهرستان مرودشت، بخش سیدان، روستای کره‌ای واقع شده و این اثر در تاریخ ۲۲ مرداد ۱۳۸۴ با شمارهٔ ثبت ۱۳۳۲۷ به‌عنوان یکی از آثار ملی ایران به ثبت رسیده است.